# Аулов, Евгений Петрович
Евгений Петрович Аулов — советский хозяйственный, государственный и политический деятель, Герой Социалистического Труда.

## Биография
Родился в 1912 году в деревне Калинино. Член КПСС с 1939 года.
С 1931 года — на хозяйственной, общественной и политической работе. В 1931—1980 гг. — в затоне «Память Парижской коммуны», бригадир полеводческой бригады в колхозе «Новый быт» Работкинского района, заведующий отделом, первый секретарь Работкинского райкома ВЛКСМ, в Красной Армии, в Горьковском обкоме ВЛКСМ, участник Великой Отечественной войны, инструктор Горьковского обкома КПСС, 1-й секретарь Хмелевицкого, Ковернинского райкомов ВКП(б), 1-й секретарь Большемурашкинского райкома КПСС.
Указом Президиума Верховного Совета СССР от присвоено звание Героя Социалистического Труда с вручением ордена Ленина и золотой медали «Серп и Молот».
Делегат XXIV съезда КПСС.
Умер в Большом Мурашкине в 1999 году.